# Iratoșu
Iratoșu (en hongrois : Nagyiratos) est une commune du județ d'Arad, Roumanie qui compte 2 395 habitants.
La commune est composée de 3 villages : Iratoșu, Variașu Mare et Variașu Mic.

## Culture
D'après le recensement de 2011, la commune compte 2 395 habitants, en augmentation par rapport au recensement de 2002 où elle en comptait 2 361.